# Латвійська православна церква
Латві́йська правосла́вна це́рква (латис. Latvijas Pareizticīgā Baznīca; також Православна церква Латвії) — самоврядна східно-православна церква в Латвії. 
Раніше церква перебувала під юрисдикцією Вселенського патріархату Константинополя (1935-1940), а до жовтня 2022 року — під контролем РПЦ. Використовує у своїй літургії візантійський обряд, новомосковський ізвод церковнослов'янської, латиську мову, юліанський календар, вона є частиною Східного християнства.

## Історія

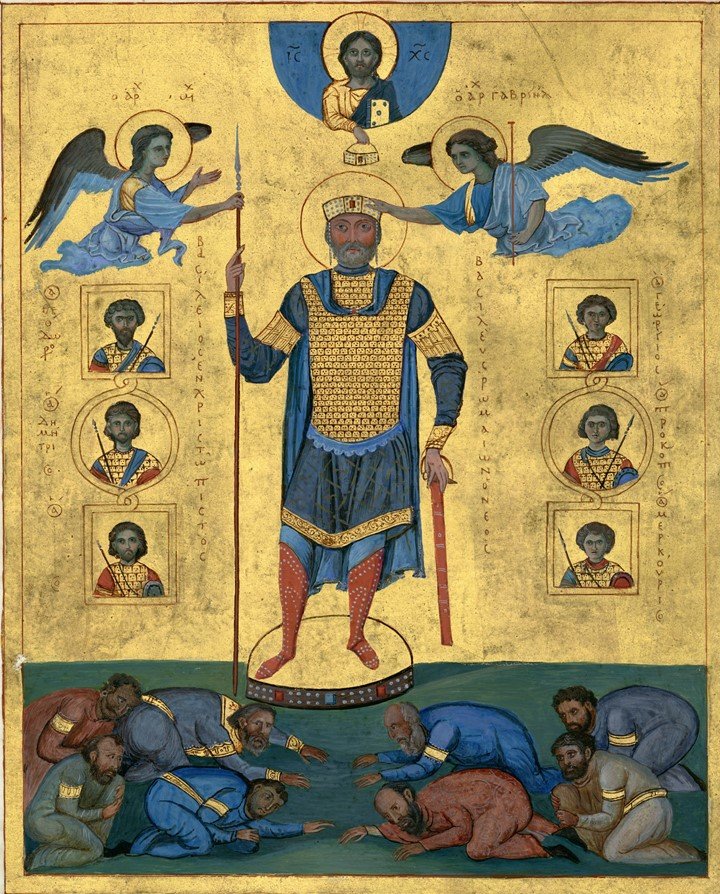
Імператор Василій II, який у 985 році призначив вікінгів Торвальдса візантійським посланником у Східній Балтії

Православ'я було закладено в Латвії в XI столітті, коли воно стало місіонерським центром Полоцької єпархії. Країна залишалася переважно язичницькою, поки не була підкорена в XIII столітті католицьким Тевтонським Орденом. До цього частина видатних латгальських дворян (наприклад, Вісвальдіс, Ветсеке) та значна частина латгальського народу загалом добровільно прийняли православ'я. У Єрсиці існували східні православні церкви з свідчень Лівонського літопису; багато слів, пов'язаних з церквою, прийшли до долатвійських мов того часу. Православна присутність продовжувалась після завоювання Тевтонського ордена, принаймні офіційно, у вигляді церков для русинських і московитських купців та інших, але це були невеликі громади серед більшості латинських католиків до 1525 року та лютеран після цього.
Після приєднання Латвії до Російської імперії у XVIII столітті (більшість території Латвії — результат Північної війни за Ништадтським договором, Латгалія після Першого поділу Речі Посполитої 1772 р.), присутність російських та православних істотно зросла, але східна православна церква залишалася чужою для латвійців. Латвійська православна церква як орган, що включає етнічних латвійці, а також росіян, бере свій початок у 1840-х роках, коли корінні латвійці (які на той час були підданими Російської імперії) зверталися до Миколи I з проханням дозволити проводити богослужіння рідною мовою. Православна церква мала певний успіх у своїх місіях серед латвійців завдяки використанню латвійської мови та особистому зверненню місцевих православних єпископів, які прагнули підтримати корінних жителів Латвії, права яких були обмежені німцями Балтії. У 1880-х роках у Ризі був побудований православний собор Різдва Христового. Однак лютеранські германські дворяни цього району завжди сприймали це підозріло; навпаки, переважно німецький характер лютеранської церкви в Латвії був чинником пересування близько 40 000 латвійців з лютеранської до православної церкви. Коли 1905 р. була проголошена релігійна свобода, близько 12 000 латвійців перейшли від православ'я до лютеранства; у більшості випадків це, здається, сталося через змішані шлюби та труднощі з утриманням релігійно розділеної сім'ї.
Під час Першої світової війни майно Православної церкви в Латвії було конфісковане окупаційними німецькими військами, а в перші роки незалежної Латвії уряд не прагнув визнати церкву, підозрюючи її як осередок проросійського монархізму.

### Автономія
У цій складній ситуації Іван (Яніс) Поммерс, етнічний латиш, був призначений архиєпископом Риги в 1921 році.
6 липня 1921 московський патріархат надав Православній церкві в Латвії автономію (обмежене самоврядування), створивши таким чином Латвійську Православну Церкву (під назвою «Архиєпархія Риги й усієї Латвії»).
Поммерсу вдалося домогтися визнання уряду до 1926 р. і, проти великої опозиції лівих та інших, стабілізувати становище церкви. Виступаючи проти більшовиків, він підтримував Латвійську православну церкву в складі Московського патріархату. У 1934 році його вбили радянські агенти (деякі вважають, що це були агенти націоналістичного диктатора Латвії, Карліса Улманіса).

### Приєднання до Вселенського патріархату
Після вбивства предстоятеля церкви архиєпископа Івана (Поммера) 21 жовтня 1934 р. та через політичну ситуацію на той час Латвійська православна церква попросилась перейти до юрисдикції Вселенського патріархату. У лютому 1936 р. Вселенський патріархат прийняв прохання Латвійської православної церкви: Латвійська православна церква стала автономною церквою при Вселенському патріархаті, а Вселенський патріархат підніс ЛПЦ з рангу архиєпархії до митрополії; тоді ЛПЦ отримала назву «Митрополія Риги й усієї Латвії». Наступні п'ять років були гарними роками для Латвійської православної церкви на чолі з митрополитом Августином (Петерсонсом). Тим не менше, протягом цих років жодна церква не будувалася.

### Перша радянська окупація
Автономія Латвійської православної церкви була припинена радянською окупацією Латвії в 1940 році, за якою слідувала німецька окупація з 1941 по 1944 рік, і друга анексія Радянського Союзу, яка тривала з 1944 по 1991 рік, як і організована антирелігійна кампанія в усьому Радянському Союзі, хоча вона частково було пом'якшено з 1943 по 1948 рік (завдяки підтримці Церкви під час Другої світової війни) та в останні роки Радянського Союзу за часів Михайла Горбачова.
24 лютого 1941 року, після вторгнення радянських військ у Латвію, Російська православна церква перетворила територію Латвійської православної церкви в екзархат Московського патріархату, що включала території Естонії та Латвії. Митрополит Ризький і всієї Латвії Августин, предстоятель ЛПЦ, був викликаний до Москви, де він був змушений 28 березня 1941 року підписати указ про визнання ситуації. 31 березня 1941 року Московський патріархат офіційно скасував автономію Латвійської православної церкви.

### Період німецької окупації
Під час окупації Латвії Німеччиною митрополит Августин 20 липня 1941 р. оголосив про відновлення ЛПЦ. Однак багато парафій не приєдналися до Августина, а німці підтримували Російський екзархат.

### Друга радянська окупація
У 1944 році, після радянської окупації Латвії, митрополит Августин та численні члени ЛПЦ були змушені виїхати в еміграцію до Західної Німеччини. Там був створений Синод в еміграції. Вселенський патріархат продовжував визнавати ЛПЦ навіть після смерті Августина.
У квітні 1978 р. внаслідок тиску Московського патріархату на Вселенський Патріархат остання оголосила ЛПЦ Вселенського Патріархату неіснуючим.
Церква також зазнала гніту в останні роки Радянського Союзу за часів Михайла Горбачова.

### Сучасність
У 1990 році, після відновлення державної незалежности Латвії, Священним синодом Московського патріархату Латвійській православній церкві було надано право на самоврядування.
У 2001 р. Собор Латвійської православної церкви канонізував архиєпископа Яніса на знак визнання його мученицької смерти в 1934 р. У 2006 р. було запроваджено «Орден святого мученика Яніса», щоб нагородити тих, хто служив Східній Православній Церкві та її цілям.
У Латвії є 350 тис. православних вірян. Служби проводяться церковнослов'янською мовою, і її члени переважно володіють російською мовою. Етнічні латвійці є меншиною серед членів церкви; є парафії зі службами латиською мовою у Ризі, Айнажі, Колці, Веклайціні та інших місцях.

### Автокефалія
8 вересня 2022 року Сейм Латвії прийняв зміни до Закону про Латвійську православну церкву, які підтверджують повну незалежність церкви з усіма її єпархіями, парафіями та установами від будь-якої влади за межами Латвії (автокефальна церква). До 31 жовтня церква мала привести статут у відповідність до змін. Рішення було прийнято після того, як президент Егілс Левітс вніс законопроєкт із відновлення історичного статусу церкви. Незалежність церкви було встановлено "6 (19) липня 1921 року Томосом, виданим Патріархом московським і всієї Русі Тихоном архієпископу Янісу Поммерсу. Відділ зовнішніх церковних зв'язків Московського патріархату раніше заявив, що «лише РПЦ може надати церковну незалежність» ЛПЦ.
У жовтні 2022 року церква оголосила про вихід зі складу РПЦ та надіслала її очільнику Кирилу Гундяєву запит про отримання автокефалії.

## Організація та структура

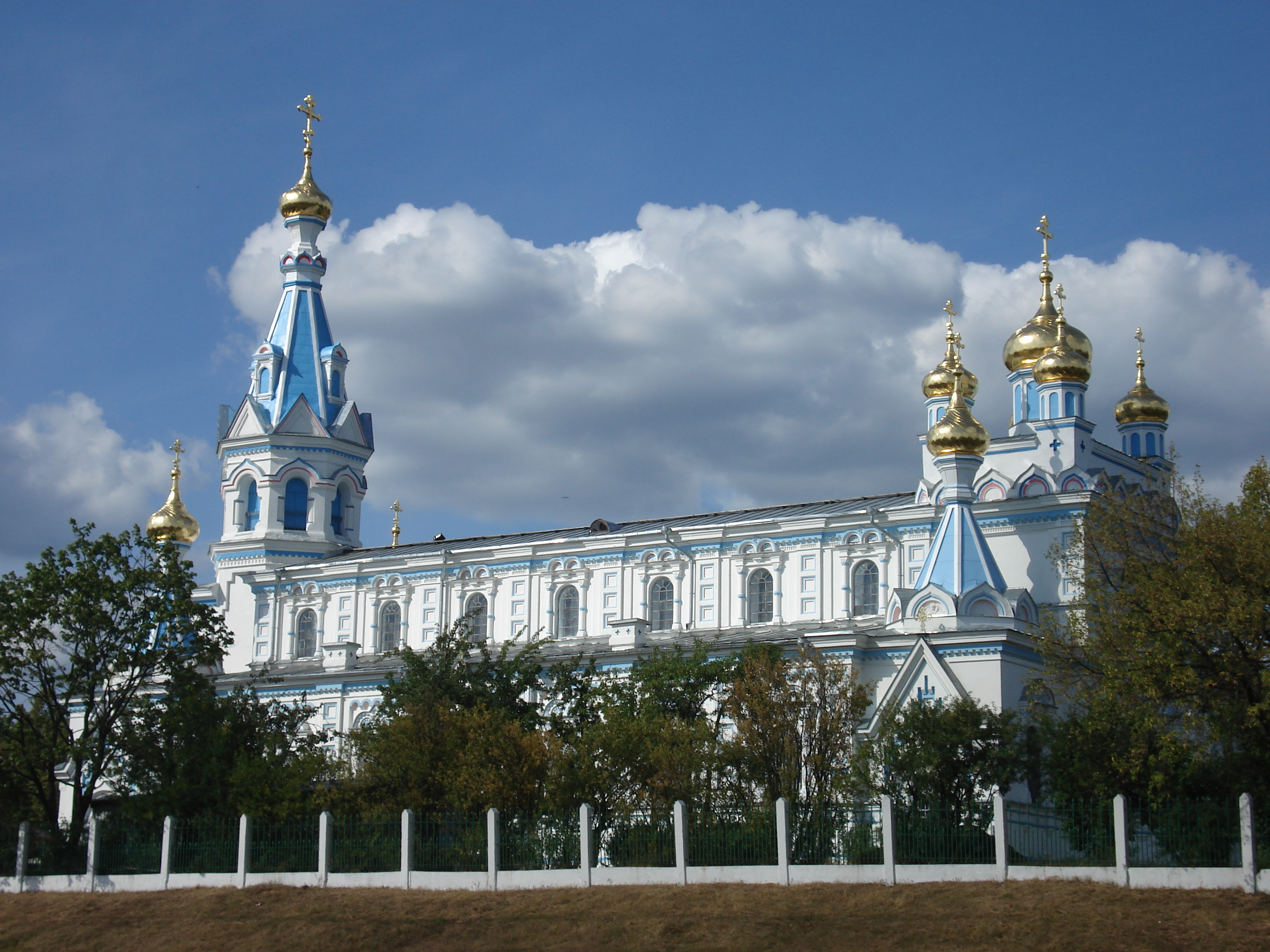
Даугавпільський Борисоглібський катедральний собор — найбільший православний храм Латвії

Головним катедральним собором Латвійської православної церкви є Свято-Христо-Різдвяний собор у Ризі.
З 1993 року відновила свою діяльністю Ризька духовна семінарія.
Статистика: 118 парафій; 92 священнослужителя (79 священників, 13 дияконів). Богослужіння у частині парафій ведуться на латиською мовою.

### Предстоятелі
Предстоятель церкви носить титул митрополита Ризького і всієї Латвії. Цю посаду з 27 жовтня 1990 року займає митрополит Олександр.
- 1921—1934 — Іван (Поммер), архієпископ Ризький і всієї Латвії
- 1936—1940 — Августин (Петерсон), митрополит Ризький і всієї Латвії (Константинопольський патріархат)
- 1943—1944 — Іван (Гарклавс), архієпископ Ризький і всієї Латвії
- з 27 жовтня 1990 — Олександр (Кудряшов), митрополит (з 25 лютого 2002) Ризький і всієї Латвії

### Даугавпілська катедра

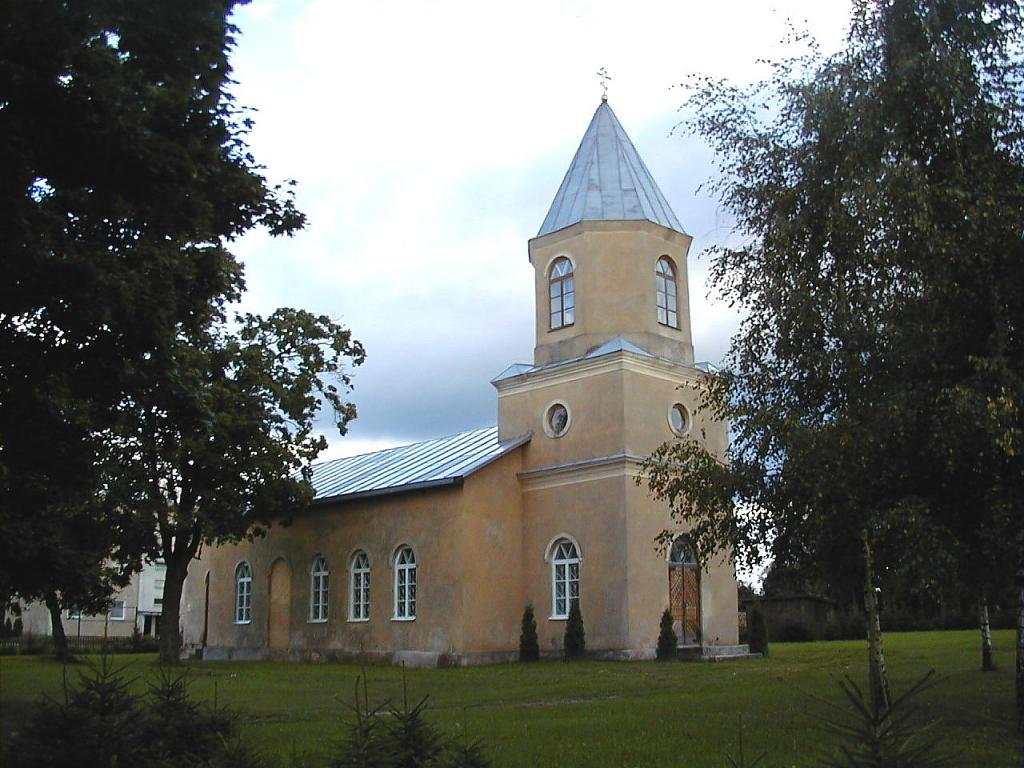
Православна церква Лаудона, за яку єпископ Філарет висвятив Давида Балодi (1846)

- 17 липня 1938 р. — 1940 р. Олександр (Вітоль), єпископ Ієрсікський (Вселенський патріархат Константинополя)
- 23 липня 1989 р. — 27 жовтень 1990 р. Олександр (Кудряшов), єпископ Даугавпілський, вікарій Ризької єпархії
- з 19 серпня 2006 року по теперішній час — Олександр (Матренин), єпископ Даугавпілський (до 12 березня 2013 року — вікарий Ризької єпархії)

### Монастирі
- Церква Різдва Пресвятої Богородиці (Ілуксте) — колишній Іллукстський монастир Різдва Пресвятої Богородиці, заснований у 1667 році як чоловіча уніатсько-базиліанська обитель; у 1839 році звернений в православний і приписаний до Полоцької єпархії. У 1850 році відійшов до вікаріатства Ризької єпархії, в 1880 році стає жіночою обителлю III класу, в 1915 році евакуйований в Нижегородську губернію. У 1953 році закритий і звернений в парафіяльній храм, а з 1 серпня 1996 року приписаний як подвір'я Ризького Свято-Троїцького монастиря.
- Єкабпільський монастир в честь Зішестя Святого Духа на апостолів (чоловічий) — заснований в 1670 році, закритий в 1866 році, відновлений 1 жовтня 1993 року.
- Спасо-Преображенська пустинь (Єлгава) — скит під Єлгава, заснований у 1895 році при Ризькому Свято-Троїце-Сергієвому жіночому монастирі.
- Троїце-Сергієв жіночий монастир — у 1892 році утворена жіноча чернеча громада, перетворена в 1902 році в монастир.

## Інші східні православні групи в Латвії
Крім церкви, що належить до Московського Патріархату, у Латвії також є ряд старообрядних православних християнських громад. Громада молитов Гребенщиків у Ризі, що є священником, пов'язана з Поморійською староправославною церквою, вважається найстарішою діючою старообрядницькою громадою у світі. Латвійська православна автономна церква, що раніше була частиною Російської православної автономної церкви (справжнє православ'я), також присутня в Латвії.